# 伊万·杰多夫
伊万·伊万诺维奇·杰多夫（俄語：Иван Иванович Дедов，1941年2月12日—），俄罗斯内分泌学专家，医师。俄罗斯科学院院士。前俄罗斯医学科学院院长。

## 生平
1941年生于苏联沃罗涅日州赫列夫諾耶區德米特里亚舍夫卡。1964年毕业于沃罗涅日医学院。随后搬至奥布宁斯克，在苏联医学科学院医学放射研究所神经内分泌研究室工作。1973年至1982年，在莫斯科的苏联医学科学院临床肿瘤学实验研究所工作。1976年获博士学位。
1982年至1988年，担任莫斯科第一医科大学教授。1988年至2013年，担任该大学内分泌学系主任。1989年成为苏联卫生部内分泌学研究中心主任兼首席医师。1991年当选苏联医学科学院通讯院士。1994年当选俄罗斯医学科学院院士。2003年当选俄罗斯科学院院士。
2006年至2008年，担任俄罗斯联邦卫生与社会发展部联邦高科技医疗管理局局长。
2011年3月1日当选为俄罗斯医学科学院院长。2013年俄罗斯医学科学院并入俄罗斯科学院后，于2014年至2017年担任俄罗斯科学院副院长兼医学科学院院长。现为俄罗斯科学院主席团成员。